# Vickers

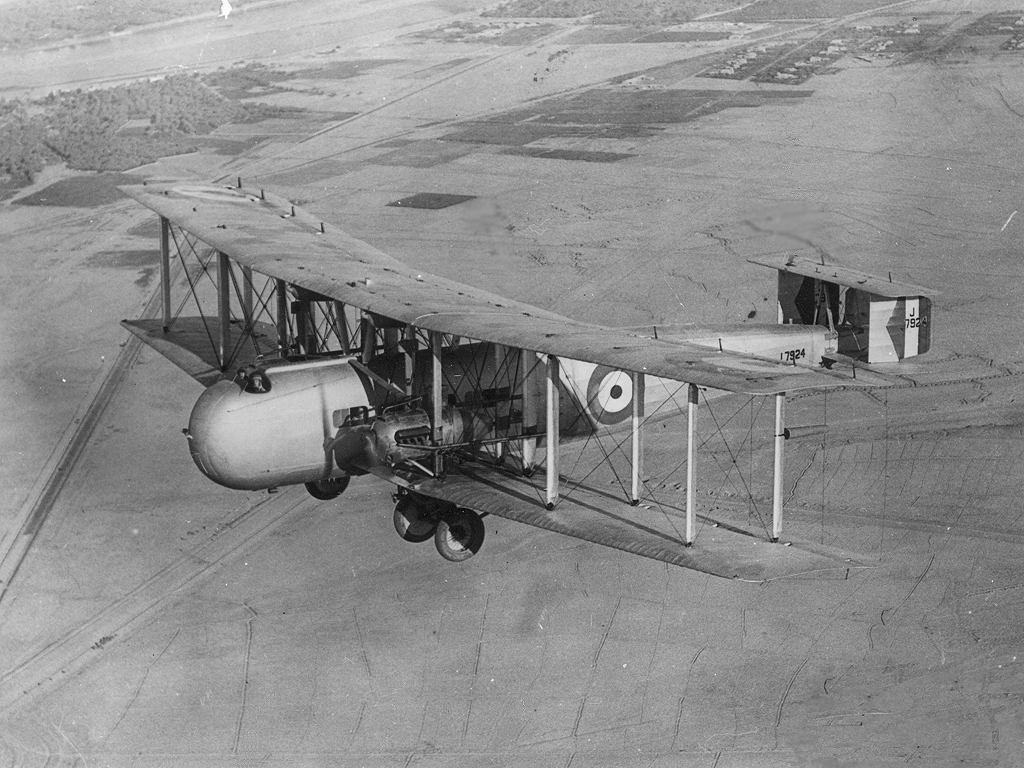
Vickers Victoria.

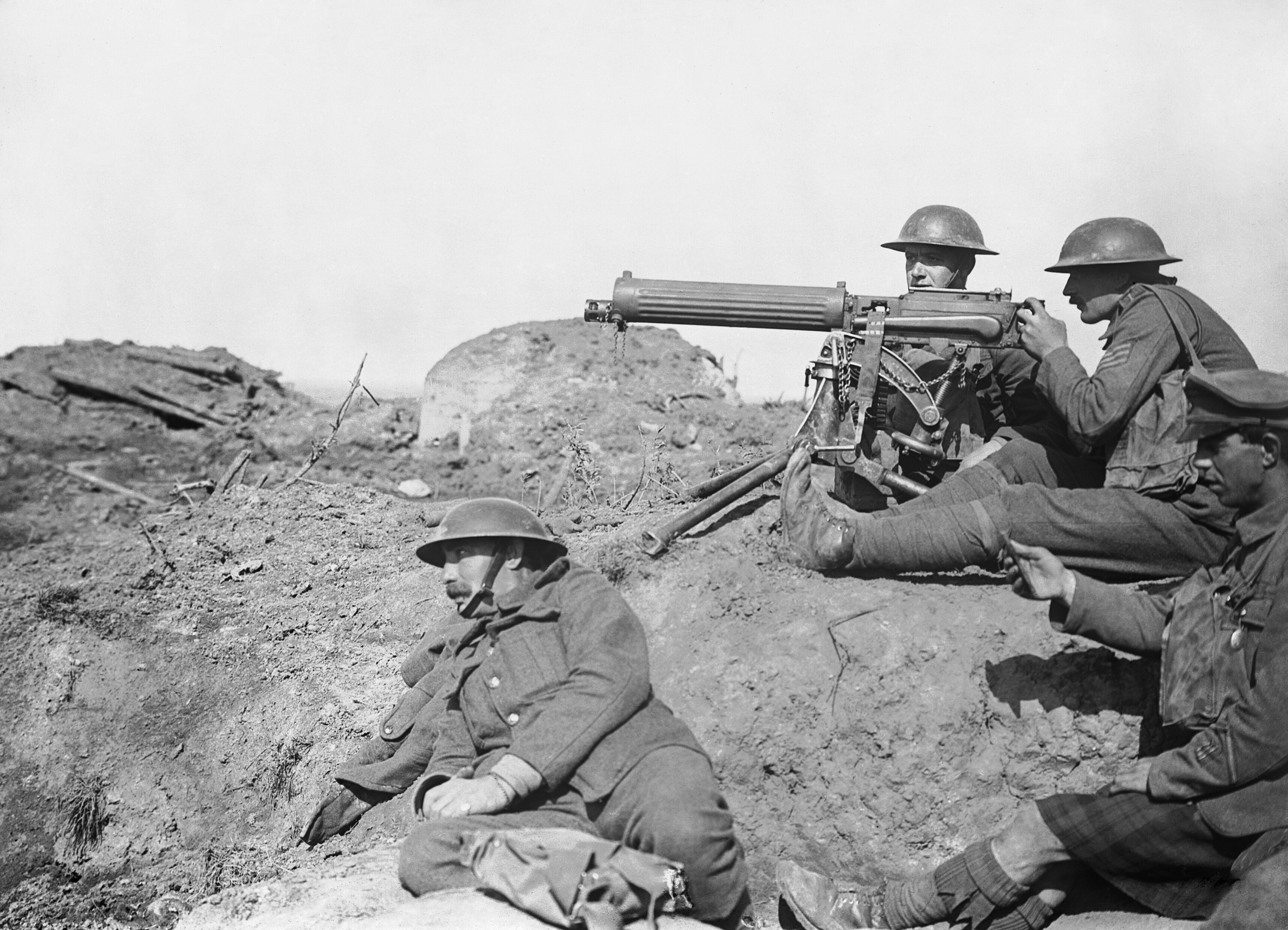
Vickerskulspruta på västfronten under första världskriget.

Vickers var en brittisk tillverkare av civil och militär utrustning, främst vapen och flygplan. Vickers, som så småningom specialiserade sig på teknologi för fartyg, köptes 1999 av Rolls Royce.
Vickers kan även avse Vickers-hydraulik, ett av världens största tillverkare av hydraulik och system för både den civila och militära sektorn. Vickers hydraulik köptes av företaget Eaton Corporation i början av 2000-talet och ingår sen dess som ett varumärke i Eaton-koncernen.

## Historik
Vickers grundlades 1828 av William Vickers tillsammans med George Naylor och John Hutchinson under namnet Naylor, Hutchinson, Vickers & Company och ombildades 1867, sedan Naylor avlidit utan manlig avkomma, till ett aktiebolag under ledning av William Vickers bror Edward Vickers och dennes tre söner. Bolaget antog härvid namnet Vickers Sons & Company samt utvecklades snabbt. 
I företagets fabriker, vilka ursprungligen hade sitt huvudsäte i Sheffield, tillverkades stål samt hel- och halvfabrikat av stål. Edward Vickers äldste son, George Naylor Vickers, vistades i sin ungdom flera år i Sverige som firmans representant, den näst äldste, Thomas Edward Vickers, erhöll sin utbildning i Tyskland, och den yngste, Albert Vickers, studerade i USA. 
År 1897 inköptes den brittiska firman Maxim Nordenfelt Company och bolaget antog härvid namnet Vickers Sons & Maxim, vilket 1911 förenklades till Vickers Limited. Bolaget hade omfattande tillverkning av järnvägsmateriel, fartyg och maskiner för industriella ändamål. År 1888 påbörjades tillverkning av krigsmateriel, främst omfattande pansar, artilleripjäser och kulsprutor. Bolagets huvudsäte flyttades sedermera till London, där man också startat fabriker.
1927 gick man samman med Armstrong Whitworth & Co och blev Vickers-Armstrong Limited.

## Nationalisering
Vickers flygplansdel fusionerades 1960 med Bristol, English Electric Company och Hunting Aircraft till British Aircraft Corporation, i vilket Vickers hade en andel på 40 procent. Företaget nationaliserade 1977 och inkluderades i British Aerospace Group, idag BAE Systems.
Vickers varvsdel nationaliserades också för att ingå i British Shipbuilders. Dotterbolaget Vickers Vickers Shipbuilding and Engineering Ltd (senare del av Marconi Marine) privatiserades 1986, och existerar idag under namnet BAE Systems Submarine Solutions.

## Marinteknologi
Vickers plc var moderföretag till Brown Brothers, som tillverkade styrutrustning och stabilisatorer för fartyg. Det köpte 1986 det svenska verkstadsföretaget Kamewa och 1998 verkstadsdelen av norska Ulstein Group. Företagen bildade Vickers Ulstein Marine, som 1999 köptes upp av Rolls Royce.

## Flygplanstyper
- Vickers Valentia
- Vickers Valentia Type 264
- Vickers Valetta
- Vickers Valiant
- Vickers Vanguard
- Vickers Varsity
- Vickers VC10
- Vickers Vernon
- Vickers Viastra
- Vickers Victoria
- Vickers Viking
- Vickers Vimy
- Vickers Vincent
- Vickers Virginia
- Vickers Viscount
- Vickers Warwick
- Vickers Wellesley
- Vickers Wellington
- Vickers Windsor